# Mário Röhnelt
Mário Alberto Birnfeld Röhnelt, artista plástico brasileiro, nasceu em Pelotas, Rio Grande do Sul, em 15 de dezembro de 1950, filho de Beatriz Isabel e Ladislau Fernando Röhnelt.
Estudou arquitetura na Universidade Federal do Rio Grande do Sul, Porto Alegre, RS, de 1970 a 1972.
Iniciou sua vida profissional em 1974 como designer gráfico de capas de livros (Editora Movimento, Porto Alegre, RS).
Em 1977, juntamente com os desenhistas Milton Kurtz, Julio Viega e Paulo Haeser formou o Grupo KVHR. O grupo esteve ativo de 1979 até 1980 e realizou exposições de desenho na Galeria Eucatexpo (Porto Alegre, RS), no Hall da Prefeitura de Pelotas (Pelotas, RS) e na Galeria do Centro Comercial de Porto Alegre (Porto Alegre, RS). Também editou 13 folhetos impressos em offset com obras do grupo e que foram distribuídos em galerias de arte e através do circuito de arte-postal, na época bastante ativo.
Mário Röhnelt participou ainda do Espaço NO, espaço cultural alternativo em Porto Alegre (RS) voltado a promoções e manifestações culturais experimentais. Lá trabalhou com Vera Chaves Barcellos, Carlos Wladimirsky, Rogério Nazari, Milton Kurtz, Ricardo Argemi, Heloisa Schneiders da Silva, entre outros.
A partir de 1983 começou a expor individualmente. Foi premiado em diversos salões de arte, entre eles o Salão Nacional, Funarte, Rio de Janeiro, em 1993 e 1995.
Em 2010 trabalhou com o Grupo 3 X 4 (Laura Froes, Helena D'Ávila, Carlos Krauz e Nelson Wilbert) no projeto 3 X 4 Vis(I)ta Mário Röhnelt e, a convite da Fundação Vera Chaves Barcellos, desenvolveu a curadoria da mostra Pintura: da matéria à representação exposta na Sala dos Pomares, Viamão, RS.
Em 2014 o Museu de Arte do Rio Grande do Sul Ado Malagoli, sob a direção de Gaudêncio Fidelis, dedicou-lhe uma uma ampla mostra retrospectiva de cerca duzentos trabalhos cuja curadoria foi feita José Francisco Alves (Doutor e Mestre em História, Teoria e Crítica de Arte pela Universidade Federal do Rio Grande do Sul).
O artista vive e trabalha em Porto Alegre. A sua produção abrange desenho, pintura, fotografia e instalação.